# Metro van New York
De metro van New York of New York City Subway is met een totale lengte van 1.370 kilometer een van de grootste metronetwerken ter wereld en bedient vier van de vijf boroughs van New York: Manhattan, The Bronx, Brooklyn en Queens. Het netwerk wordt geëxploiteerd door New York City Transit Authority, onderdeel van de Metropolitan Transportation Authority (MTA).

## Geschiedenis
De geschiedenis van de metro gaat terug tot het einde van de 19e eeuw, toen de eerste stadsspoorlijn op een viaduct (een zogenaamde 'elevated') werd geopend. Meer bovengrondse metro's volgden in de decennia daarop en liepen via Second, Third, Sixth en Ninth Avenue. Geen van deze bovengrondse lijnen bestaat vandaag de dag nog op Manhattan; de Third Avenue Elevated sloot in 1953. De eerste ondergrondse lijn werd geopend in 1904.
Lange tijd werd de metro geëxploiteerd door drie bedrijven: de Interborough Rapid Transit Company (IRT), de Brooklyn-Manhattan Transit Corporation (BMT, daarvoor BRT geheten) en het Independent Subway System (IND). In 1940 werden de drie bedrijven samengevoegd tot de TA (Transportation Authority), de tegenwoordige MTA.

## Kenmerken
De 'slagaders' van het netwerk zijn de noord-zuidlijnen door Manhattan. De tunnels liggen hier onder een van de 'avenues'. Door de tunnels loopt meestal een aantal verschillende lijnen, die zich in de andere stadsdelen (zoals Brooklyn) opsplitsen in verschillende richtingen.
Op het hoofdtraject wordt meestal zowel een stop- als een sneldienst aangeboden, een uniek kenmerk van de metro in New York. Om deze reden zijn de tunnels in Manhattan meestal viersporig uitgevoerd. De lijnen van de voormalige BMT en IND worden met letters aangeduid (A, B, C, D, E, F, G, J, L, M, N, Q, R, W en Z); die van de voormalige IRT met nummers (1, 2, 3, 4, 5, 6 en 7). Daarnaast is er een aantal shuttlediensten die alle met de letter S worden aangeduid. De diensten die samen één bundel door Manhattan vormen krijgen elk gezamenlijk een kleur; zo kent de bundel onder Broadway/7th Avenue (lijnen 1, 2 en 3) de kleur rood.
De metro rijdt 24 uur per dag. 's Nachts is de dienst wel sterk uitgedund, waarbij de meestal korte 'local'-diensten vervallen en de langere 'express'-diensten om die reden op alle stations stoppen.
In tegenstelling tot de metro van bijvoorbeeld Londen of Moskou liggen de tunnels in New York relatief ondiep onder de grond, meestal zijn één of twee korte trappen voldoende om het perron te bereiken. Vanwege de ouderdom van het metrostelsel voldoen de stations in omvang, kwaliteit en uitstraling vaak niet aan de eisen die vandaag aan dergelijke netwerken gesteld worden. In de buitenwijken loopt de metro vaak boven de grond, in veel gevallen op een typisch Amerikaans 'elevated'-viaduct van gietijzer boven de straat.

## Lijst van metrolijnen
| Dienst | Soort         | Traject                      | Route                                                                                            |
| ------ | ------------- | ---------------------------- | ------------------------------------------------------------------------------------------------ |
|        | local         | Broadway-Seventh Avenue Line | Van Cortlandt Park 242 St - South Ferry                                                          |
|        | express       | Seventh Avenue               | Wakefield 241 St - Flatbush Avenue                                                               |
|        | express       | Seventh Avenue               | Harlem 148 St - New Lots Avenue                                                                  |
|        | express       | Lexington Avenue             | Woodlawn - Crown Heights Utica Avenue                                                            |
|        | express       | Lexington Avenue             | Nereid Avenue / Eastchester Dyre Avenue - Flatbush Avenue                                        |
|        | local/express | Lexington Avenue             | Pelham Bay Park - Brooklyn Bridge City Hall                                                      |
|        | local/express | Flushing                     | 34 St Hudson Yards - Flushing Main St                                                            |
|        | shuttle       | 42nd Street Shuttle          | Times Square 42 St - Grand Central 42 St                                                         |
|        | express       | Eighth Avenue                | Inwood 207 St - Ozone Park Lefferts Boulevard / Rockaway Park (Spits) / Far Rockaway Mott Avenue |
|        | express       | Sixth Avenue                 | 145 St / Bedford Park Boulevard (Spits) - Brighton Beach                                         |
|        | local         | Eighth Avenue                | 168 St - Euclid Avenue                                                                           |
|        | express       | Sixth Avenue                 | Norwood 205 St - Coney Island                                                                    |
|        | local         | Eighth Avenue                | World Trade Center - Jamaica Center Parsons Archer                                               |
|        | local         | Sixth Avenue                 | Jamaica 179 St - Coney Island                                                                    |
|        | local         | Crosstown                    | Court Square - Church Avenue                                                                     |
|        | local/express | Nassau Street                | Jamaica Center Parsons Archer / Broad St                                                         |
|        | local         | Canarsie                     | 14 St - Canarsie Rockaway Parkway                                                                |
|        | local         | Sixth Avenue                 | Forest Hills 71 Avenue - Middle Village Metropolitan Avenue                                      |
|        | express       | Broadway                     | Ditmars Boulevard - Coney Island                                                                 |
|        | express       | Broadway                     | 96 St - Coney Island                                                                             |
|        | local         | Broadway                     | Forest Hills 71 Avenue - Bay Ridge 95 St                                                         |
|        | local         | Broadway                     | Ditmars Boulevard - Whitehall St                                                                 |
|        | shuttle       | Franklin Avenue Shuttle      | Franklin Avenue - Prospect Park                                                                  |
|        | shuttle       | Rockaway Park Shuttle        | Broad Channel - Rockaway Park                                                                    |
|        | express       | Nassau Street                | Jamaica Center Parsons Archer - Broad St                                                         |

## Stations

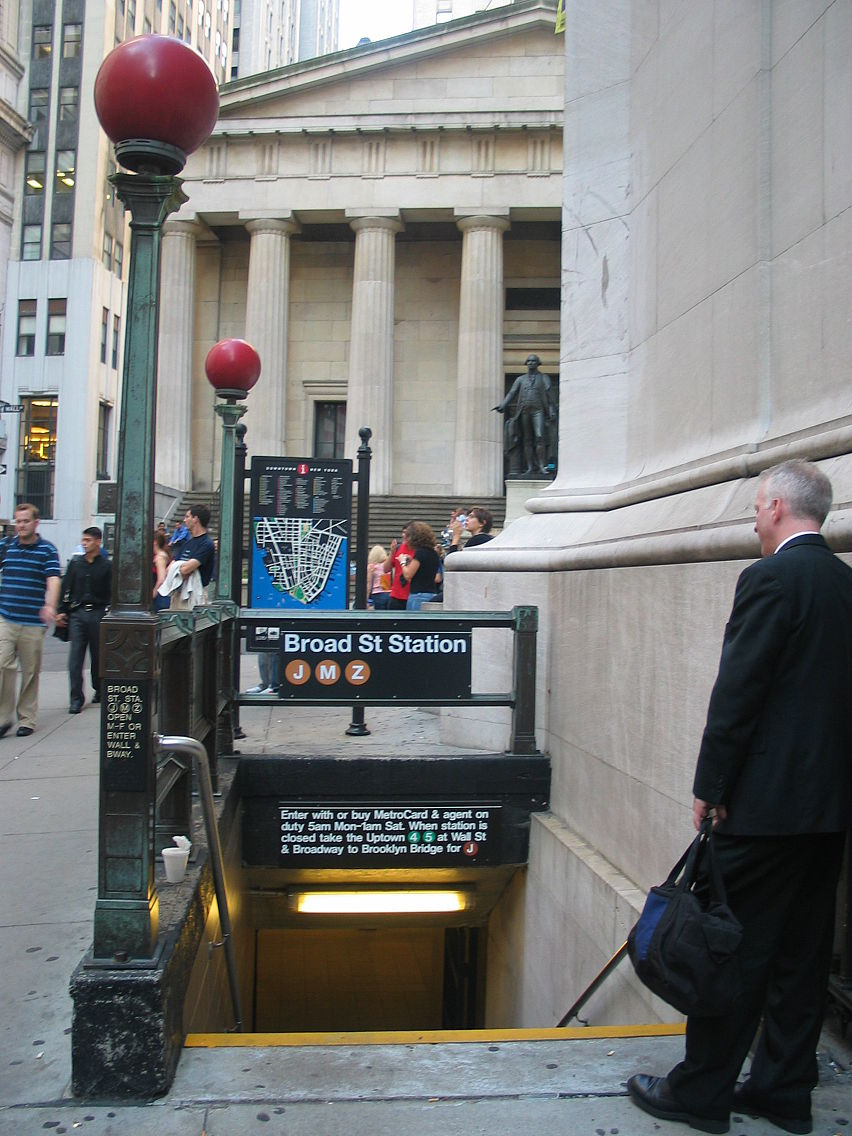
Ingang naar het station Broad Street

De New York City Subway telt 472 stations. Hierbij worden sommige stationscomplexen met perrons op meerdere lijnen dubbel geteld. Het aantal unieke stations bedraagt 424. De meeste stations in Manhattan liggen ondergronds, in de buitenwijken zijn er ook bovengrondse stations. De stationsnamen refereren vaak naar de dwarsstraat op de verkeersweg gevolgd door het metrolijntraject waaraan het station is gelegen. Zo zijn er wel heel wat stations met dezelfde (straat)naam. Het onderscheid wordt dan gemaakt door de naam van het traject toe te voegen aan de benaming van het station.

### Stationshal
Een station heeft doorgaans een stationshal met kaartverkoop (zowel bemand als vanuit een machine). De metro van New York gebruikt een chipkaart genaamd MetroCard waarmee de reizen betaald worden, vergelijkbaar met de OV-chipkaart in Nederland. Alleen maakt het hier niet uit hoever je met de metro gaat. Het is een vast tarief. De eerste keer betaal je ook 1 dollar extra voor deze kaart, dan kies met hoeveel je de kaart wilt op waarderen, hoe hoger het bedrag levert ook meer bonuswaarde op. Er is een 7 dagen hop on hop off kaart met een vast tarief of een normale kaart die langer te gebruiken is. De normale kaart is door verschillende personen te gebruiken. Iedereen die door een poortje gaat moet de kaart door de kaartlezer halen en betaalt dan het vaste tarief. Daarom is het bij overstappen ook belangrijk dat je binnendoor overstapt, wat meestal wel goed aangegeven staat, en niet eerst via exit het station verlaat. Want daarna moet je weer opnieuw betalen.
Het is bij veel stations zonder meerdere sporen/lijnen vaak niet mogelijk om binnendoor op het andere perron te komen.
Vanuit de stationshal komt de reiziger op het perron dat doorgaans 150 tot 180 meter lang is. Eventueel zijn de perrons voorzien van een tunnel om wachtende passagiers ruimte te bieden. De stations kunnen tijdens de spits zeer druk worden.

### Perrons
Door het grote aantal lijnen en diensten wordt een perron vaak gebruikt door meerdere treindiensten. Het is dan ook van belang dat de reiziger op de trein kijkt of het inderdaad de juiste trein is. Uiteraard is voorzien in duidelijke informatieborden waarop de lijn(en) en richting(en) van de treinen vermeld staan.
Hangt het boord met deze tekst parallel aan het spoor, dan is dat de info van dat spoor. Hangt een info boord haaks op het spoor over het perron, dan verwijst dat naar een ander perron/lijn/bus met looprichting voor de lijn op dat boord.
De treinen kennen op bepaalde trajecten een stopdienst (local) en sneldienst (express). Op express-stations, waar de sneldiensten stoppen, kan de reiziger via een eilandperron overstappen op de stopdienst voor het laatste deel van de reis. Stations welke door een sneldienst worden bediend beschikken vaak over drie of vier sporen.

### Toegankelijkheid
Door de ligging en de leeftijd van de stations is het in veel gevallen voor mindervaliden moeilijk om het perron te bereiken.

## Kunst en vermaak
De stations zijn vanaf het begin voorzien van sierlijke keramische tegels of architectonische elementen waarmee men een bepaalde stijl wilde bereiken. Het gebruik van het tegelwerk wordt tot op de dag van vandaag toegepast. Ook bestaat er het Arts for Transit programma waarbij kunstenaars hun werk permanent of tijdelijk tentoonstellen in de stations.
Sinds 1987 heeft de MTA het Music Under New York waarbij muzikanten in een wedstrijd een plaats kunnen winnen om te mogen spelen in een metrostation. Zonder toestemming is het verder verboden om muziek te maken of op een andere manier geld te verdienen in de metro.

### Toiletten
Toiletten zijn vrij zeldzaam. In het verleden gebouwde faciliteiten zijn gesloten in verband met vandalisme, drugsgebruik en ruimtegebrek. Slechts een klein aantal grote stations heeft wel toiletten.

### Winkels
Op sommige perrons zijn krantenwinkeltjes waar naast kranten ook voedsel verkocht wordt. Op sommige plaatsen bevindt zich ook een winkel(tje) in de stationshal.

### Verbindingen
Op een aantal stations kan overgestapt worden op Amtrak, Long Island Rail Road, Metro-North Railroad, New Jersey Transit en PATH.